# 長峯達也
長峯達也（日语：長峯 達也，1971年10月6日—），是日本男性動畫演出家、動畫導演、東映動畫所屬員工，出生於東京都日野市。

## 人物經歷
从日本大學藝術學院電影學系畢業後，進入東映動畫工作。在大學浪人時期曾加入魅力動作俱樂部學習劍術的基礎知識。於2001年在《大~集合！小魔女DoReMi》（第25話）中作為演出家出道｡　

## 作品列表

### 電視動畫
- 夢之蠟筆王國（演出助手）
- 怪博士與機器娃娃 (1997年版)（演出助手）
- 小魔女DoReMi系列（演出助手、演出）
- 妮嘉尋親記（演出）
- 冒險王比特、冒險王比特EX（系列導演）
- 十兵衛2 -西伯利亞柳生的逆襲-（分鏡）
- 蟲師（分鏡、演出）※峰達也名義。
- 光之美少女Splash Star（演出、ED演出)
- 甲蟲王者 森林居民的傳說（ED演出）※名義。
- 飛天小女警Z（變身場面動畫）
- Yes！光之美少女5、Yes！光之美少女5GoGo！（演出、ED演出）
- 再造人卡辛 Sins（日语：キャシャーン Sins）（分鏡、演出）※峰達也名義。
- FRESH光之美少女！（演出）
- 七龍珠改（OP演出）
- Heartcatch 光之美少女！（系列導演）
- 花牌情緣（分鏡、演出）※峰達也名義。
- Suite 光之美少女♪（演出）
- 聖鬥士星矢Ω（系列導演）
- Happiness Charge 光之美少女！（系列導演、OP動畫、分鏡、演出）
- ONE PIECE 特別篇 ～黃金之心～（導演）
- 七龍珠超（系列導演[注 1]）
- ONE PIECE（系列導演[注 2]）

※東映動畫的系列導演階級與其它動畫公司的導演相同。

### OVA
- 聖鬥士星矢 冥王黑帝斯十二宮篇（日语：聖闘士星矢 冥王ハーデス編）（演出）
- 大～集合！小魔女DoReMi 和媽媽一起 告訴我吧♪小桃 烹飪點心（演出）
- INTERLUDE（日语：インタールード (ゲーム)）（導演）
- 小魔女DoReMi 童年秘密篇[[[Wikipedia:格式手册/链接#章節|錨點失效]]]（ED演出）

### 電影動畫
- (超)劇場版！靈異教師神眉「正義之手 VS 邪魔妖道」（演出助手）
- 七龍珠：最強之道（助理導演）
- 劇場版 花樣男子（助理導演）
- 劇場版 數碼寶貝大冒險02 後篇：超絕進化!! 黃金的數碼裝甲（助理導演）
- 大～集合！小魔女DoReMi：青蛙石的秘密[[[Wikipedia:格式手册/链接#章節|錨點失效]]]（ED特效）
- 數碼寶貝拯救隊 THE MOVIE 究極力量！爆裂模式發動!!（導演）
- 馬西利特博士 阿拉蕾（導演）
- ONE PIECE 阿拉巴斯坦戰記 沙漠王女與海賊們（助理導演）
- 劇場版 Yes！光之美少女5：鏡之國的奇蹟大冒險！（導演）
- 劇場版 Yes！光之美少女5GoGo！甜點王國歡樂的生日聚會♪（導演）
- ONE PIECE FILM Z（導演、分鏡、道具協力）
- 七龍珠超：布羅利（導演、分鏡）

### 其它
- 動腦美學 IQDS（日语：脳内エステ IQサプリ）「七龍珠Z」問答時使用動畫（演出）
- 小魔女DoReMi Blu-ray BOX 特別廣播劇CD（演出）

## 腳註

## 相關項目
- 東映動畫
- 日本動畫師列表

## 外部連結
- 長峯達也的X（前Twitter） （日語）
- （日語）－長峯的官方個人網站。